# كأس السوبر الإسباني 2023
كأس السوبر الإسباني 2023 هي النسخة التاسعة والثلاثون من كأس السوبر الإسباني التي ينظمها الاتحاد الإسباني لكرة القدم بين 4 فرق هم بطل الدوري ووصيفه، وبطل كأس الملك ووصيفه. فاز برشلونة باللقب للمرة الرابعة عشر بعد فوزه على ريال مدريد في النهائي 3–1. وتعد هذه البطولة هي الرابعة التي تقام بمشاركة 4 فرق بدلاً من فريقين. اقيمت المباريات الثلاثة للبطولة على ملعب الملك فهد الدولي في الرياض في الفترة من 11–15 يناير 2023.

## الفرق المشاركة
تأهلت الفرق الأربعة التالية للبطولة.
| الفريق     | طريقة التأهل                 | المشاركة رقم | آخر مشاركة                         | الأداء عبر السنوات | الأداء عبر السنوات | الأداء عبر السنوات |
| الفريق     | طريقة التأهل                 | المشاركة رقم | آخر مشاركة                         | البطل              | الوصيف             | نصف النهائي        |
| ---------- | ---------------------------- | ------------ | ---------------------------------- | ------------------ | ------------------ | ------------------ |
| ريال بيتيس | بطل كأس الملك 2021–22        | 2            | وصيف 2005                          | –                  | 1                  | –                  |
| ريال مدريد | بطل الدوري الإسباني 2021–22  | 19           | بطل كأس السوبر الإسباني 2022       | 12                 | 5                  | 1                  |
| فالنسيا    | وصيف كأس الملك 2021–22       | 6            | نصف نهائي كأس السوبر الإسباني 2020 | 1                  | 3                  | 1                  |
| برشلونة    | وصيف الدوري الإسباني 2021–22 | 27           | نصف نهائي كأس السوبر الإسباني 2022 | 13                 | 11                 | 2                  |

## المباريات
- توقيت المباريات ت ع م+03:00.
- ستُقام كل هذه المباريات في ملعب الملك فهد الدولي بالرياض عاصمة المملكة العربية السعودية.

### القوس
|  | نصف النهائي           | نصف النهائي |                       |       | النهائي | النهائي |
|  |                       |             |                       |       |         |         |
|  | الرياض، 11 يناير 2023 |             |                       |       |         |         |
|  |                       |             |                       |       |         |         |
|  | ريال مدريد            | 1 (4)       |                       |       |         |         |
|  | ريال مدريد            | 1 (4)       | الرياض، 15 يناير 2023 |       |         |         |
|  | فالنسيا               | 1 (3)       |                       |       |         |         |
|  | فالنسيا               | 1 (3)       | ريال مدريد            | 1     |         |         |
|  | الرياض، 12 يناير 2023 |             | ريال مدريد            | 1     |         |         |
|  |                       | برشلونة     | 3                     |       |         |         |
|  | ريال بيتيس            | برشلونة     | 3                     | 2 (2) |         |         |
|  | ريال بيتيس            |             |                       | 2 (2) |         |         |
|  | برشلونة               | 2 (4)       |                       |       |         |         |
|  | برشلونة               | 2 (4)       |                       |       |         |         |

### نصف النهائي
| ريال مدريد                                | 1–1 (ب.و.إ.) | فالنسيا                                    |
| ----------------------------------------- | ------------ | ------------------------------------------ |
| كريم بنزيما 39' (ركلة.)                   | تقرير        | صموئيل لينو 46'                            |
| ركلات الترجيح                             |              |                                            |
| - بنزيما - مودريتش - كروس - ماركو أسينسيو | 4–3          | - كافاني - كومارت - موريبا - غيامون - غايا |

| ريال بيتيس                          | 2–2 (ب.و.إ.) | برشلونة                             |
| ----------------------------------- | ------------ | ----------------------------------- |
| - فقير 77' - مورون 101'             |              | - ليفاندوفسكي 40' - فاتي 93'        |
| ركلات الترجيح                       |              |                                     |
| - جوزيه - مورون - خوانمي - كارفاليو | 2–4          | - ليفاندوفسكي - كيسي - فاتي - بيدري |

### النهائي
| ريال مدريد     | 1–3   | برشلونة                                  |
| -------------- | ----- | ---------------------------------------- |
| - بنزيما 90+3' | تقرير | - غافي 33' - ليفاندوفسكي 45' - بيدري 69' |